# Associazione Calcio Legnano 1964-1965
Questa voce raccoglie le informazioni riguardanti l'Associazione Calcio Legnano nelle competizioni ufficiali della stagione 1964-1965.

## Stagione

Luigi Pogliana, al Legnano dal 1962 al 1965

Nell'estate del 1964 il Legnano viene acquistato da Augusto Terreni, imprenditore del ramo edile, che ne è eletto presidente. L'obiettivo della nuova dirigenza è quello di riportare i Lilla in Serie B. Per tale motivo impronta un calciomercato volto al rafforzamento dell'organico. Sono acquistati, tra gli altri, il centrocampista Luigi Farina e gli attaccanti Giorgio De Giuliani, Martino Brivio e Attilio Pellegris.
Stagione opaca quella disputata dal Legnano nel girone A della Serie C, soprattutto a causa dei risultati deludenti dell'attacco: i Lilla si classificano al 12º posto a 30 punti, sei sopra la zona retrocessione e 17 punti in meno del Novara, che guadagna la promozione in Serie B.

## Divise
| Casa |

## Organigramma societario
Area direttiva
- Presidente: Augusto Terreni

Area tecnica
- Allenatore: Luciano Lupi

## Rosa
| N. |                   | Ruolo | Calciatore               |
| -- | ----------------- | ----- | ------------------------ |
|    | Italia (bandiera) | A     | Martino Brivio           |
|    | Italia (bandiera) | A     | Giuseppe Broggi          |
|    | Italia (bandiera) | C     | Enzo Calvi               |
|    | Italia (bandiera) | P     | Pier Giorgio Castellazzi |
|    | Italia (bandiera) | A     | Giuseppe Dappiano        |
|    | Italia (bandiera) | A     | Giorgio De Giuliani      |
|    | Italia (bandiera) | P     | Giuseppe De Lorenzi      |
|    | Italia (bandiera) | C     | Luigi Farina             |
|    | Italia (bandiera) | D     | Adelmo Ferrari           |
|    | Italia (bandiera) | D     | Silvio Garbagnati        |

| N. |                   | Ruolo | Calciatore            |
| -- | ----------------- | ----- | --------------------- |
|    | Italia (bandiera) | C     | Natale Lamera         |
|    | Italia (bandiera) | D     | Bruno Mariani         |
|    | Italia (bandiera) | C     | Pierangelo Monferrini |
|    | Italia (bandiera) | C     | Domenico Parola       |
|    | Italia (bandiera) | C     | Pietro Peiti          |
|    | Italia (bandiera) | A     | Attilio Pellegris     |
|    | Italia (bandiera) | D     | Luigi Pogliana        |
|    | Italia (bandiera) | C     | Luciano Sassi         |
|    | Italia (bandiera) | A     | Fiorenzo Serina       |
|    | Italia (bandiera) | D     | Riccardo Talarini     |

## Risultati

### Serie C (girone A)

#### Girone d'andata
| Legnano 20 settembre 1964 1ª giornata | Legnano           | 0 – 0 | Marzotto Valdagno | Stadio Comunale\| Arbitro: \| Rostagno (Torino) \| |
| Arbitro:                              | Rostagno (Torino) |       |                   |                                                    |

| Arbitro: | Accomazzo (Vercelli) |

|  |           |               |
|  | Marcatori | 42’ Pellegris |

| Legnano 4 ottobre 1964 3ª giornata | Legnano            | 0 – 0 | Carpi | Stadio Comunale\| Arbitro: \| Dal Prato (Nogara) \| |
| Arbitro:                           | Dal Prato (Nogara) |       |       |                                                     |

| Chiavari 11 ottobre 1964 4ª giornata | Entella                          | 0 – 0 | Legnano | Stadio Comunale\| Arbitro: \| Cattivello (Pozzuolo del Friuli) \| |
| Arbitro:                             | Cattivello (Pozzuolo del Friuli) |       |         |                                                                   |

| Arbitro: | Bigi (Padova) |

|            |           |                |
| Broggi 82’ | Marcatori | 37’ Giacomucci |

| Arbitro: | Possagno (Treviso) |

|           |           |                 |
| Ninni 58’ | Marcatori | 13’ De Giuliani |

| Arbitro: | Cimma (Biella) |

|             |           |  |
| Ferrari 47’ | Marcatori |  |

| Arbitro: | Giunti (Arezzo) |

|  |           |                 |
|  | Marcatori | 62’, 83’ Lamera |

| Legnano 15 novembre 1964 9ª giornata | Legnano            | 0 – 0 | Vittorio Veneto | Stadio Comunale\| Arbitro: \| Cantelli (Firenze) \| |
| Arbitro:                             | Cantelli (Firenze) |       |                 |                                                     |

| Arbitro: | Toselli (Cormons) |

|               |           |                   |
| Invernizzi 5’ | Marcatori | 90+1’ De Giuliani |

| Arbitro: | D'Auria (Salerno) |

|             |           |  |
| Mentani 44’ | Marcatori |  |

| Arbitro: | Lattanzi (Roma) |

|           |           |           |
| Sassi 44’ | Marcatori | 63’ Ratti |

| Arbitro: | Prandstraller (Mestre) |

|             |           |  |
| Bramati 40’ | Marcatori |  |

| Legnano 20 dicembre 1964 14ª giornata | Legnano       | 0 – 0 | Solbiatese | Stadio Comunale\| Arbitro: \| Firmi (Crema) \| |
| Arbitro:                              | Firmi (Crema) |       |            |                                                |

| Arbitro: | Vacchini (Milano) |

|          |           |  |
| Tassi 5’ | Marcatori |  |

| Arbitro: | Bova (Genova) |

|                         |           |                     |
| Dappiano 24’ Parola 70’ | Marcatori | 42’ Poletto 53’ Ive |

| Arbitro: | Pignatti (Lucca) |

|                       |           |            |
| Panisi 5’ Sartori 72’ | Marcatori | 45’ Broggi |

#### Girone di ritorno
| Arbitro: | Sgherri (Grosseto) |

|                                      |           |           |
| Carli 29’ F. Mazzola 43’ Ferraro 52’ | Marcatori | 62’ Peiti |

| Arbitro: | Campanini (Reggio Emilia) |

|  |           |                          |
|  | Marcatori | 33’ Dalle Fratte 63’ Fin |

| Carpi 7 febbraio 1965 20ª giornata | Carpi                | 0 – 0 | Legnano | Stadio Sandro Cabassi\| Arbitro: \| Accomazzo (Vercelli) \| |
| Arbitro:                           | Accomazzo (Vercelli) |       |         |                                                             |

| Arbitro: | Cruciani (Terni) |

|             |           |  |
| Ferrari 57’ | Marcatori |  |

| Arbitro: | Motta (Monza) |

|                                      |           |  |
| Mascetti 23’ Cella 45’ Ballarini 79’ | Marcatori |  |

| Arbitro: | Treggiari (Roma) |

|  |           |                                               |
|  | Marcatori | Peiti 2’ (aut.) Cugnolio 16’, 59’ Magheri 79’ |

| Arbitro: | Aloisi (Giulianova) |

|                   |           |            |
| Brenna 44’ (rig.) | Marcatori | 63’ Farina |

| Arbitro: | Picasso (Chiavari) |

|                        |           |  |
| Lamera 11’, 49’ (rig.) | Marcatori |  |

| Arbitro: | Ottonello (Firenze) |

|            |           |           |
| Zerlin 90’ | Marcatori | 5’ Farina |

| Legnano 28 marzo 1965 27ª giornata | Legnano          | 0 – 0 | Ivrea | Stadio Comunale\| Arbitro: \| Levrero (Genova) \| |
| Arbitro:                           | Levrero (Genova) |       |       |                                                   |

| Legnano 4 aprile 1965 28ª giornata | Legnano         | 0 – 0 | Piacenza | Stadio Comunale\| Arbitro: \| Giunti (Arezzo) \| |
| Arbitro:                           | Giunti (Arezzo) |       |          |                                                  |

| Arbitro: | Bianchi (Firenze) |

|                  |           |  |
| Gittone 17’, 85’ | Marcatori |  |

| Arbitro: | A. Canova (Bologna) |

|  |           |               |
|  | Marcatori | 82’ Gavinelli |

| Solbiate Arno 25 aprile 1964 31ª giornata | Solbiatese   | 0 – 0 | Legnano | Stadio Felice Chinetti\| Arbitro: \| Giola (Pisa) \| |
| Arbitro:                                  | Giola (Pisa) |       |         |                                                      |

| Arbitro: | Gandiolo (Alessandria) |

|               |           |  |
| Pellegris 76’ | Marcatori |  |

| Arbitro: | Concina (Novara) |

|               |           |  |
| Ciclitira 25’ | Marcatori |  |

| Arbitro: | Ghetti (Modena) |

|           |           |  |
| Lamera 4’ | Marcatori |  |

## Statistiche

### Statistiche di squadra
| Competizione | Punti | Totale | Totale | Totale | Totale | Totale | Totale | DR  |
| Competizione | Punti | G      | V      | N      | P      | Gf     | Gs     | DR  |
| ------------ | ----- | ------ | ------ | ------ | ------ | ------ | ------ | --- |
| Serie C      | 30    | 34     | 7      | 16     | 11     | 19     | 29     | -10 |

### Statistiche dei giocatori
| Giocatore      | Serie C  | Serie C |
| Giocatore      | Presenze | Reti    |
| -------------- | -------- | ------- |
| M. Brivio      | 15       | 0       |
| G. Broggi      | 32       | 2       |
| E. Calvi       | 6        | 0       |
| P. Castellazzi | 30       | 0       |
| G. Dappiano    | 13       | 1       |
| G. De Giuliani | 23       | 2       |
| G. De Lorenzi  | 4        | 0       |
| L. Farina      | 15       | 2       |
| A. Ferrari     | 19       | 2       |
| S. Garbagnati  | 1        | 0       |
| S. Lamera      | 31       | 5       |
| B. Mariani     | 33       | 0       |
| P. Monferrini  | 8        | 0       |
| D. Parola      | 13       | 1       |
| P. Peiti       | 30       | 1       |
| A. Pellegris   | 28       | 2       |
| L. Pogliana    | 34       | 0       |
| L. Sassi       | 32       | 1       |
| F. Serina      | 4        | 0       |
| R. Talarini    | 3        | 0       |